# Камбурова Олена Антонівна
Олена Антонівна Камбурова (11 липня, 1940, Сталінськ, Новосибірська область (нині Новокузнецьк, Кемеровська область), РРФСР, СРСР) — радянська і російська співачка, актриса. Лауреат премії Московського комсомолу (1968). Заслужена артистка РРФСР (16.08.1983). Народна артистка Російської Федерації (1995). Лауреат Державної премії Росії (1999), Царськосільської мистецької премії (1999), мистецької премії «Кришталева Турандот» (2015). Кавалер орденів Преподобного Сергія Радонезького III ступеня (2005), Дружби (2006), Пошани (2010).
Засновниця і художній керівник московського «Театру Музики і Поезії» (з 1992).

## Життєпис
Батьки перебралися в Україну. Дитинство майбутньої співачки пройшло у місті Хмельницький (за походженням — родина має грецьке коріння з Приазов'я).
Батько — Камбуров Антон Семенович, інженер. Мати — Захарова Лідія Марківна, лікар. В родині був також син Камбуров Володимир Антонович, майбутній інженер.
В юності почалися роки пошуку власного шляху і місця в житті.
- Київський інститут легкої промисловості (де навчалася два роки). Покинула сама, бо забажала артистичної кар'єри. Перебралася до Москви. В училище Щукіна не прийняли. Один рік працювала на будівництві.

- Студентка циркового училища.

- У 1966 році закінчила естрадне відділення Державного училища циркового мистецтва, а трохи пізніше — факультет естрадної режисури московського ГІТІСу.

Багато і плідно концертувала в різних містах СРСР. Була помічена кінорежисерами, які запрошували співачку для створення пісенного супроводу в кіно. Сама грала як кіноактриса.
- З 1992 р. — засновниця і художній керівник московського «Театру Музики і Поезії».

- У 1999 році — лауреат російської Царськосільської мистецької премії.

- У 2014 році  підписала «Звернення ініціативної групи щодо проведення Конгресу інтелігенції «Проти війни, проти самоізоляції Росії, проти реставрації тоталітаризму».[1]

## Фільмографія

### Ролі в кіно
- «Монолог» (1970, муз. телефільм)
- «Театр невідомого актора» (1976, суфлер; кіностудія ім. О. Довженка)
- «Клоун» (1980, т/ф, 2 с, Одеська кіностудія)
- «Мій ніжно улюблений детектив» (1986)
- «Вільне падіння» (1987)
- «Поворот сюжету» (1988)
- «Мій театр» (1989)
- «Відображення» (1990)

### Вокал
- «Пасажир з „Екватора“» (1968, пісня «Маленький принц»)
- «Випадок з Полиніним» (1970)
- «Єралаш» (дитячий гумористичний кіножурнал, що випускався з 1974 року; муз. заставка — пісня «…мальчишки и девчонки, а также их родители…»)
- «Велика космічна подорож» (1974)
- «Засекречене місто» (1974)
- «Поні бігає по колу» (1974, мультфільм)
- «Призначаєшся онукою» (1975)
- «Раба любові» (1975, пісня «Где же ты, мечта?»
- «Скринька з секретом» (1976, мультфільм)
- «Будьонівка» (1976)
- «Додумався, вітаю!» (1976)
- «Мама» (1976, пісня Зими)
- «Моя любов на третьому курсі» (1976)
- «Ярославна, королева Франції» (1978, Анна Ярославна, роль Олени Коренєвої)
- «Пригоди Електроніка» (1979, Сироїжкін)
- «Дульсінея Тобоська» (1980, Дульсінея, роль Наталії Гундаревої)
- «Крах операції „Терор“» (1980)
- «Одного разу двадцять років по тому» (1980)
- «У небі „нічні відьми“» (1981)
- «Історія одного кохання» (1981)
- «Пора червоних яблук» (1981)
- «Нас вінчали не в церкві» (1982)
- «Пригоди Петрова і Васєчкіна, звичайні і неймовірні» (1983)
- «Без сім'ї» (1984)
- «Капітан Фракасс» (1984, кіностудія ім. О. Довженка)
- «Мій обранець» (1984)
- «Пеппі Довгапанчоха» (1984, Фру Лаура, роль Єлизавети Нікіщіхіної)
- «Заповіт» (1985)
- «Не схожа» (1985)
- «Червоний камінь» (1986)
- «Мій ніжно улюблений детектив» (1986)
- «Люби мене, як я тебе» (1986, Ксенія, роль Світлани Смирнової)
- «Гардемарини, вперед!» (1987)
- «Світ Рея Бредбері» (1987, фільм-спектакль)
- «Пітер Пен» (1987)
- «Аеліто, що не приставай до чоловіків» (1988)
- «Пригоди Квентіна Дорварда, стрільця королівської гвардії» (1988, СРСР-Румунія)
- «Дон Сезар де Базан» (1989)
- «Катала» (1989)
- «Небеса обітовані» (1991)
- «Білий одяг» (1992, пісня «Белые одежды»)
- «Що сказав небіжчик» (1999)
- «Новий рік в листопаді» (2000)
- «Приходь на мене подивитися...» (2000, романс «Приходи на меня посмотреть» на вірші Анны Ахматової)
- «Жіноча логіка — 1» (2001)
- «Ідеальна пара» (2001)
- «Темна ніч» (2001)
- «Багряний колір снігопаду» (2001)
- «Хлопчик» (2008, мультфільм)
- «З осінню в серці» (2014) та ін.

## Платівки всесоюзної фірми«Мелодія»
(російською)
- 1970 — Прощай, оружие (цикл Мікаела Тарівердієва за мотивами Ернеста Хемінгуея)
- 1970 (приблизно) — Песенка за песенкой. Песни Якова Дубравина. 33Д00034175-76.
- 1975 — Поёт Елена Камбурова
- 1981 — Сказки об Италии
- 1982 — Послушайте! (пісні Володимира Дашкевича)
- 1987 — Да осенит тишина

## Компакт-диски
(російською)
- 1996 — Елена Камбурова (Пишущий Амур)
- 1997 — Дрёма (російські колискові, Inner Circle Records)
- 1999 — Капли Датского короля (Богема Мьюзик)
- 1999 — Волшебная скрипка (Богема Мьюзик)
- 1999 — Синий троллейбус (пісні Булата Окуджави, Inner Circle Records)
- 2000 — Дорога (Богема Мьюзик)
- 2001 — Любовь и разлука (перевидання альбому 1996 р., Пролог Мьюзик)
- 2001 — Песни из кинофильмов — 1 (Богема Мьюзик)
- 2001 — Песни из кинофильмов — 2 (Богема Мьюзик)
- 2004 — Романс о жизни и смерти (ВсяЭтаМузыка Продакшн)
- 2007 — Воспоминание о шарманке (пісні Лариси Критської, Мелодия и Пролог Мьюзик,)
- 2007 — Реквием (Володимир Дашкевич на вірші Анни Ахматової, концертний запис, ВсяЭтаМузыка Продакшн)
- 2008 — Концерт в театре «Школа современной пьесы» (ВсяЭтаМузыка Продакшн)
- 2008 — Концерт в театре Музыки и Поэзии (DVD) (ВсяЭтаМузыка Продакшн)
- 2010 — Там вдали, за рекой… (Пролог Мьюзик)
- 2010 — Страна Дельфиния (ВЭМ Продакшнс, записи 60-х — 70-х років)